# 巨瀬川
巨瀬川（こせがわ）は、福岡県うきは市・久留米市を流れる一級河川筑後川水系の1次支流の河川である。

## 概要
鷹取山(耳納山地)山麓に端を発し、巨瀬の三滝と呼ばれる「調音の滝」、「魚返りの滝」、「斧渕の滝」等の渓流を形成した後、藤波ダムのダム湖に貯水される。ダム湖下流から大きく進路を進路を変え隈上川と並行して、うきは市並びに久留米市の平野部を流れ筑後川に流入する。

## 滝のある水源の森
耳納山地北麓、巨瀬川を中心とした森林であり滝のある水源の森として水源の森百選に指定されている。
| 山岳   | 面積(ha) | 標高(m)  | 人工林(%) | 天然林(%) | 主な樹種           | 制限林           | 種類             | 流量(m3/日) |
| ------ | -------- | -------- | --------- | --------- | ------------------ | ---------------- | ---------------- | ----------- |
| 鷹取山 | 246      | 300～780 | 94        | 6         | スギ・ヒノキ・カシ | 水源かん養保安林 | ダム貯水藤波ダム | 8,000       |

林齢：50～70年の針葉樹林帯による水源涵養により藤波ダムに安定的な流水を行っている。下流の灌漑のほか、名水百選清水湧水の水源地でもある。
- 所在地：福岡県うきは市浮羽町大字妹川字元有（データは指定年1995年（平成7年）7月）

## 支流
- 山曾谷川 、樋ノ口川 、東本川 、境川 、発心川 、三光川、藤町川 、不動川

## 鉄道・道路
- 久大本線 - 並行
- 福岡県道52号八女香春線 - 並行 - 横断
- 福岡県道718号吉井妹川線- 並行 - 横断
- 国道210号- 並行 - 横断
- 福岡県道151号浮羽草野久留米線 - 並行
- 福岡県道586号長栖高橋線 - 横断
- 浮羽バイパス- 並行
- 福岡県道729号田主丸停車場線 - 横断
- 福岡県道70号田主丸黒木線 - 横断
- 福岡県道746号竹野志塚島線- 横断
- 福岡県道743号中尾大刀洗線- 横断
- 福岡県道742号蜷川草野線- 横断
- 福岡県道740号上高橋善導寺停車場線(リダイレクトページ善導寺駅#停車場線）- 横断